# Reitzia
Reitzia là một chi thực vật có hoa trong họ Hòa thảo (Poaceae).
Loài duy nhất được biết đến là Reitzia smithii, có nguồn gốc ở đông nam Brazil (Santa Catarina, São Paulo, Rio de Janeiro).